# لوسیوس (نام کوچک)
لوسیوس (انگلیسی: Lucius) یک نام لاتین praenomen یا نام کوچک است که یکی از رایج‌ترین نام‌ها در طول تاریخ روم بود. شکل زنانه آن لوسیا است.